# هوندا آکورد (نسل هشتم اروپا و ژاپن)
هوندا آکورد (نسل هشتم اروپا و ژاپن) (انگلیسی: Honda Accord (Japan and Europe eighth generation)) خودرویی است که در سال‌های ۲۰۰۸–۲۰۱۵ (تا سال ۲۰۱۷ در چین) در سایاما، سایتاما، ژاپن، ووهان و چین تولید شده‌است.
این خودرو در کلاس خودرو سایز متوسط قرار گرفته، طراحی آن خودروهای موتور جلو-محور جلو بوده طول آن در حالت طبیعی برای سدان ۴٬۷۲۶ میلیمتر (۱۸۶٫۱ اینچ) و برای استیشن ۴٬۷۴۰ میلیمتر (۱۸۶٫۶ اینچ) و عرض آن در حالت طبیعی ۱٬۸۴۰ میلیمتر (۷۲٫۴ اینچ) و ارتفاع آن در حالت طبیعی ۱٬۴۴۰ میلیمتر (۵۶٫۷ اینچ) است. سیستم جعبه‌دندهٔ آن ۶ و ۵ دنده به دو صورت خودکار و دستی است.

## نگارخانه

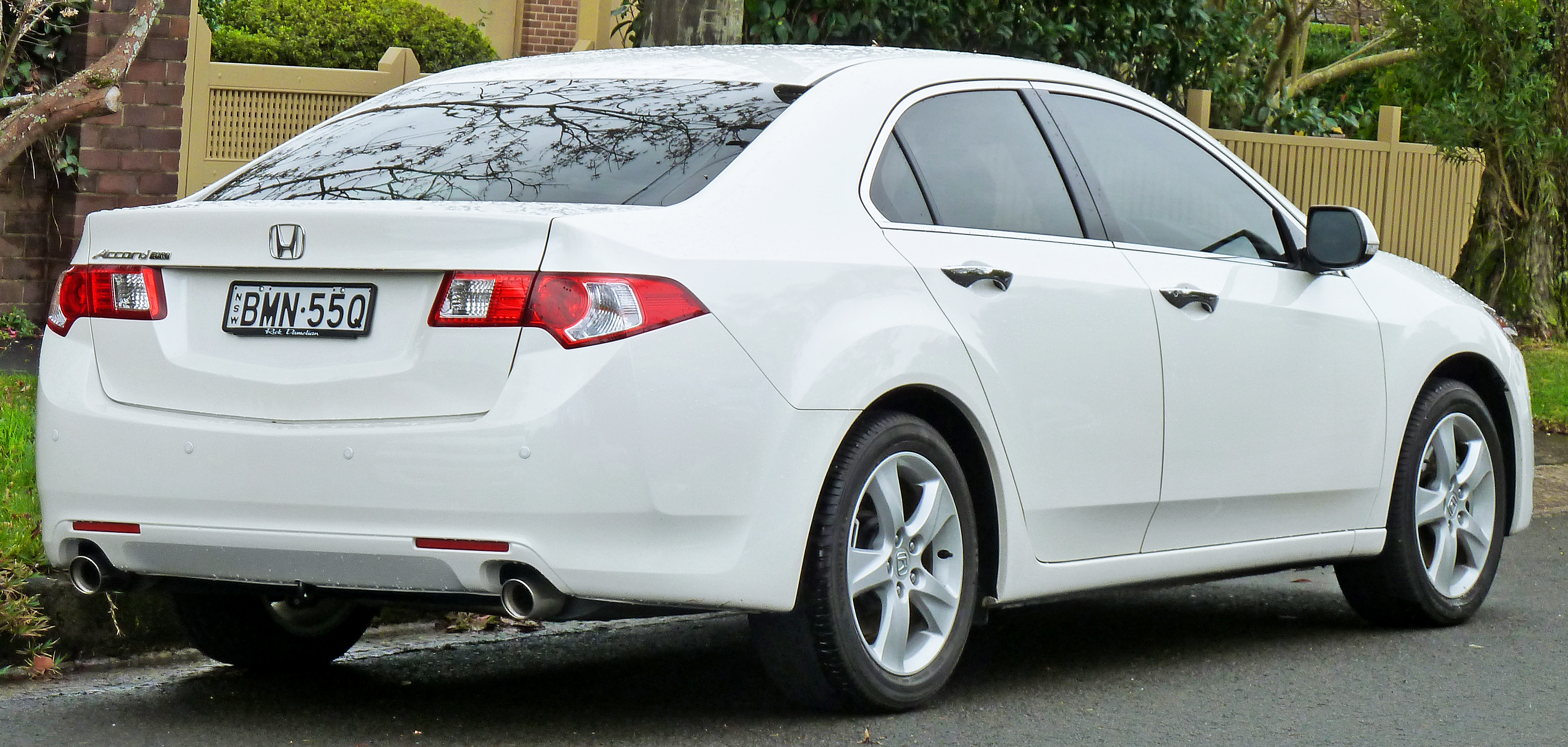
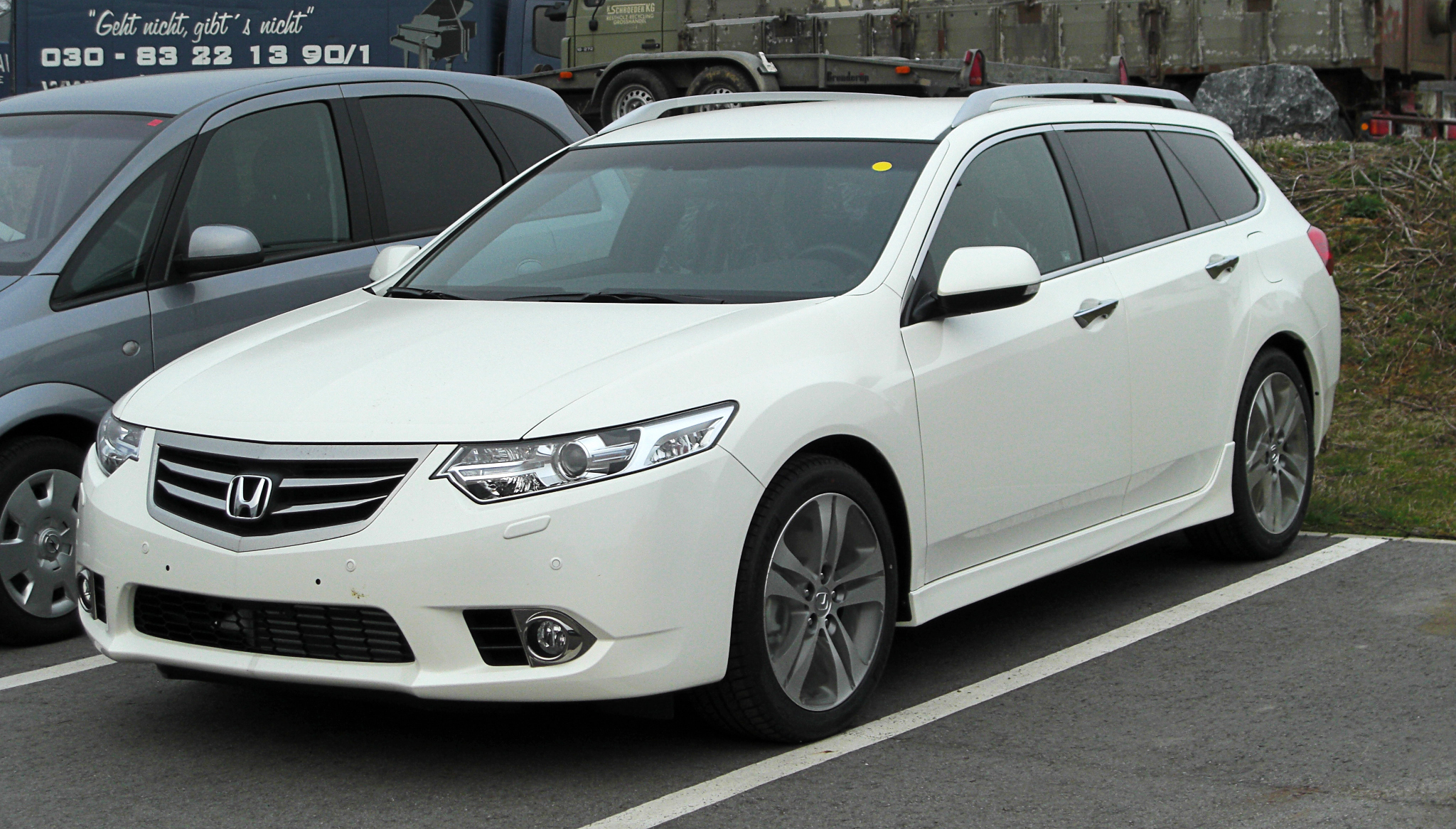
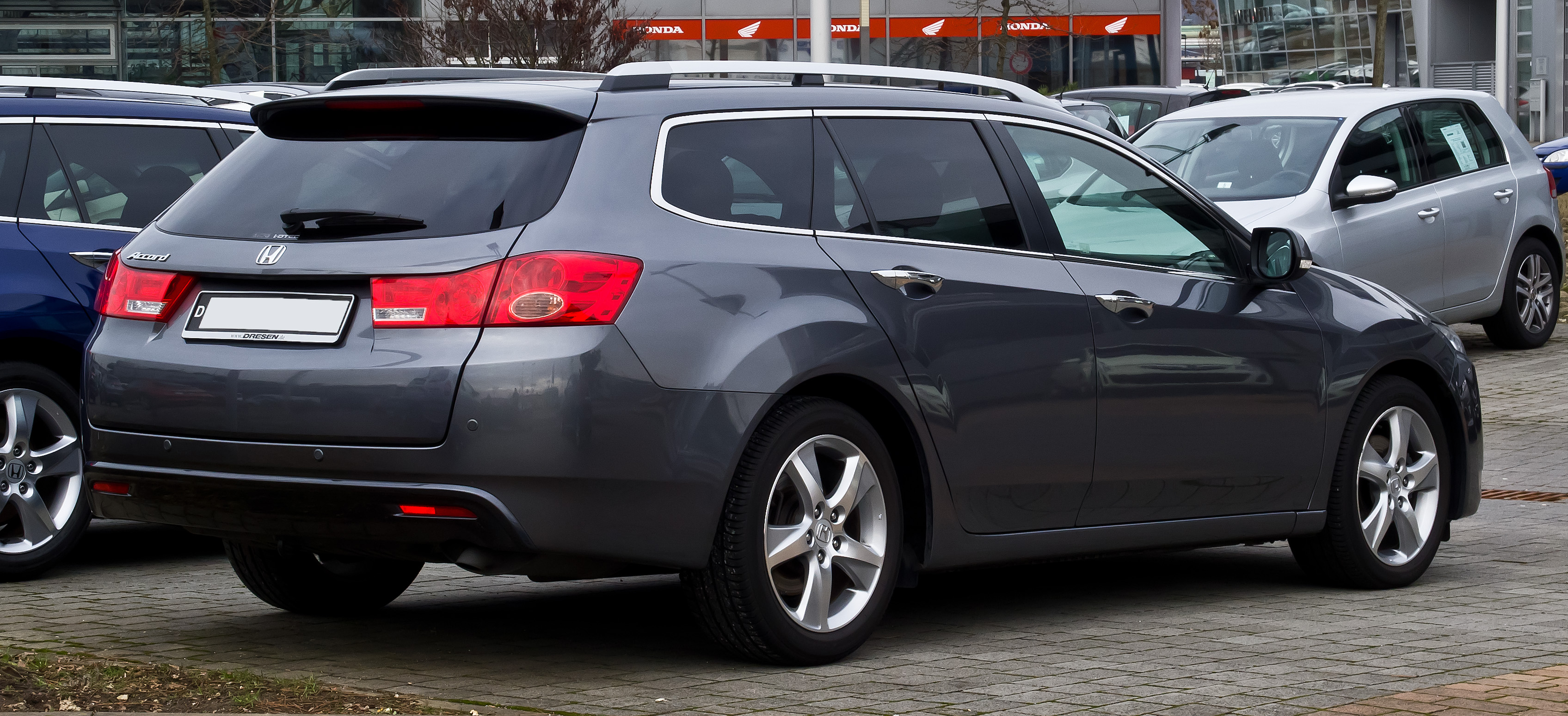
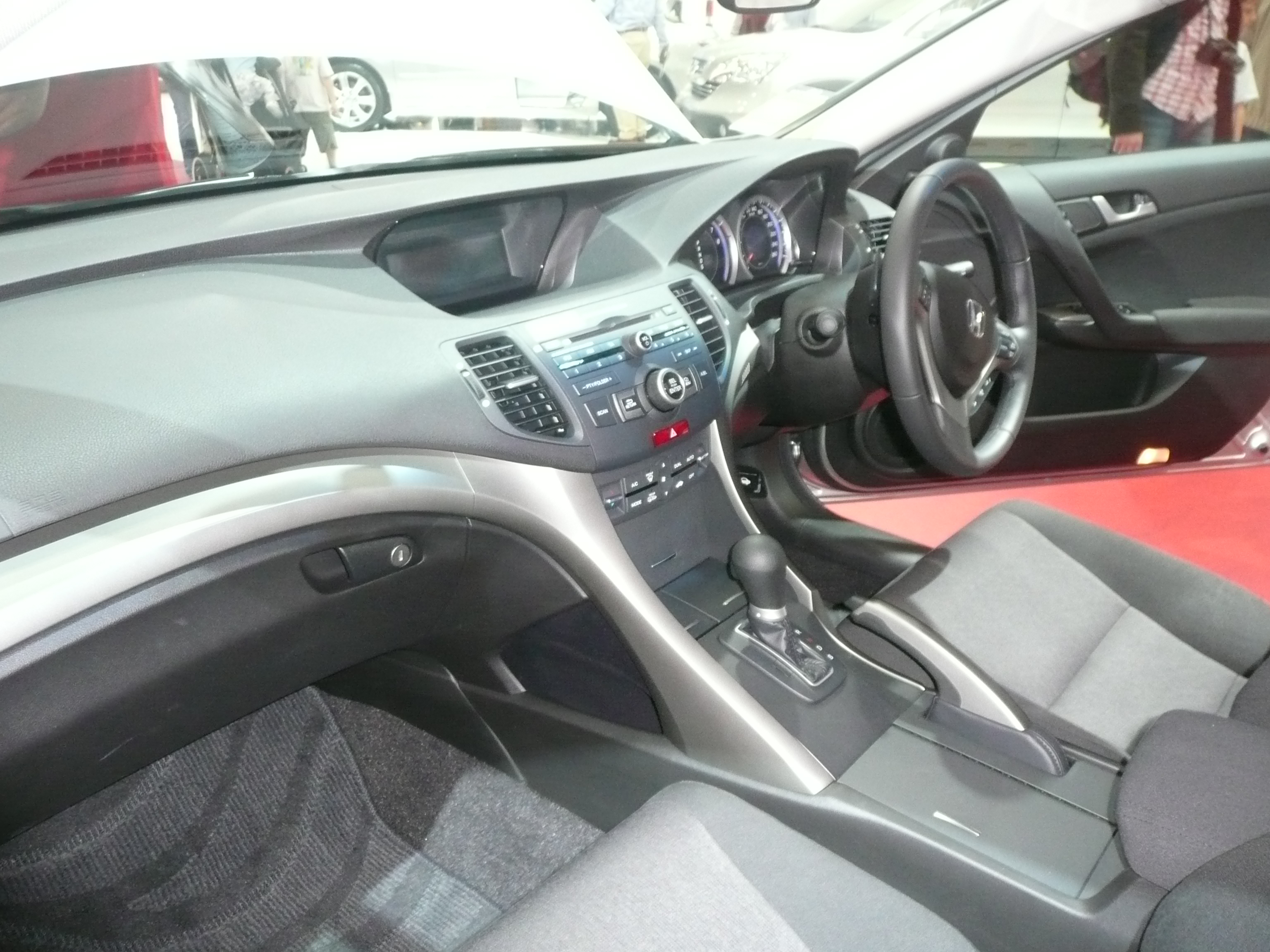